# Albertina Agnès d'Orange-Nassau
Albertina Agnès d'Orange-Nassau (en neerlandès Albertine Agnes van Nassau i en frisó Albertine Agnes fan Nassau) va néixer a La Haia el 9 d'abril de 1634 i va morir a Ljouwert el 26 de maig de 1696. Era una noble neerlandesa, la cinquena filla de Frederic Enric de Nassau (1584-1647) i d'Amàlia de Solms-Braunfels (1602-1675).
El 1664 va morir el seu marit en ferir-se amb la seva arma de foc mentre la netejava. De manera que la princesa Albertina Agnès va fer-se càrrec de la regència del seu fill Enric Casimir, encara menor d'edat fins al 1679. Malgrat trobar-se en temps difícils i amb una creixent oposició en contra del seu governador, a Frísia, Groningen i Drenthe ella va ser capaç d'aconseguir com a mínim l'estabilitat al país. Princesa Albertina es va establir al castell Oranienstein, a Díetz, que li havia estat donat com a dot.
Va haver d'afrontar en conflicte amb Anglaterra i el bisbe de Münster que havien declarat la guerra als Països Baixos. Groningen va ser assetjada, i Albertina Agnès es va afanyar a donar tot el suport moral a la ciutat. Les forces dels seus enemics es van retirar, però sis anys més tard, els Països Baixos van ser atacats des del sud, pels francesos sota Lluís XIV i des del nord pel bisbe de Münster i l'arquebisbe de Colònia, i li va correspondre també organitzar-ne la defensa i mantenir ben alta la moral del seu poble.

## Matrimoni i fills
El 2 de maig de 1652 es va casar amb el príncep Guillem Frederic de Nassau-Dietz (1613-1664), fill del comte Ernest Casimir (1573-1632) i de Sofia Hedwig de Brunsvic-Lüneburg (1592-1642). El matrimoni va tenir tres fills: 
- Amàlia (1654-1695), casada amb el duc Joan de Saxònia-Eisenach (†1729).
- Enric Casimir (1657-1696), príncep de Nassau-Dietz, casat amb Enriqueta Amàlia d'Anhalt-Dessau (1666-1726).
- Guillemina (1664-1667)